# David Sassoli
David Maria Sassoli (Firenze, 30 maggio 1956 – Aviano, 11 gennaio 2022) è stato un giornalista, conduttore televisivo e politico italiano.
Giornalista professionista dal 1986, è stato vicedirettore del TG1 dal 2006 al 2009. Eletto parlamentare europeo del Partito Democratico per tre mandati consecutivi, ha svolto i ruoli di capodelegazione del PD nell'Alleanza Progressista dei Socialisti e dei Democratici dal 2009 al 2014 (VII legislatura), di vicepresidente del Parlamento europeo dal 2014 al 2019 (VIII legislatura) e infine di presidente del Parlamento europeo dal 2019 fino al giorno della sua morte, avvenuta nel corso della IX legislatura.

## Biografia
Nacque a Firenze il 30 maggio 1956 da padre fiorentino e madre pratese. A causa del lavoro di giornalista del padre Domenico si trasferì in tenera età a Roma dove risiedette per lungo tempo. Dopo il diploma presso il Liceo Ginnasio Statale "Virgilio" si iscrisse alla Facoltà di Scienze politiche presso l'Università La Sapienza di Roma, senza tuttavia terminare gli studi per dedicarsi completamente all'attività di giornalista. Nel corso degli anni lavorò presso il quotidiano Il Tempo, l'agenzia di stampa Asca, nella redazione romana de Il Giorno, per poi essere assunto in Rai nel 1992.

### Formazione
La sua formazione giovanile si inserisce all'interno della tradizione del cattolicesimo democratico. Sotto l'impulso di Paolo Giuntella, Sassoli si impegnò nella Rosa Bianca, associazione di cultura politica che riuniva gruppi di giovani provenienti dall'associazionismo cattolico (ACI, FUCI, ACLI). Da giovane si interessò inoltre allo scautismo, in particolare dell'Associazione Guide e Scouts Cattolici Italiani.
Negli anni ottanta partecipò all'esperienza della Lega Democratica, un gruppo di riflessione politica animato da Pietro Scoppola, Achille Ardigò, Paolo Prodi e Roberto Ruffilli.

### Vita privata
Era sposato con Alessandra Vittorini, figlia dell'urbanista Marcello Vittorini, al vertice della Soprintendenza Archeologia, Belle arti e Paesaggio dell'Aquila dal 2015, dalla quale ha avuto due figli: Livia e Giulio.
Era tifoso della Fiorentina e amante della musica classica.

## Carriera giornalistica

### Gli inizi
Iniziò a lavorare al quotidiano Il Tempo di Roma per poi proseguire l'attività giornalistica in piccoli giornali e all'agenzia di stampa Asca. Proprio quando collabora con l'agenzia cattolica, è testimone di un incontro a Parigi, destinato a suscitare clamore, tra l'allora ministro socialista Gianni De Michelis e il rifugiato politico di Autonomia Operaia Oreste Scalzone.
Nel 1985 passa alla redazione romana del quotidiano Il Giorno, dove per sette anni segue i principali avvenimenti politici e di cronaca. Durante questo periodo, è testimone diretto di alcuni eventi importanti come la caduta del Muro di Berlino (1989).
Era iscritto all'albo dei giornalisti professionisti dal 3 luglio 1986. Fu tra i fondatori di Articolo 21, liberi di..., movimento di difesa della libertà di stampa.

### Giornalismo radiotelevisivo
La sua carriera come giornalista televisivo ebbe inizio nel 1992 come inviato di cronaca nel TG3, dove seguì per molto tempo gli avvenimenti riguardanti mafia, Tangentopoli e le inchieste sulle stragi italiane. In quel periodo collaborò con i programmi di Michele Santoro Il rosso e il nero e Tempo reale.
Nel 1996, sotto la direzione di Carlo Freccero, condusse la trasmissione pomeridiana Cronaca in diretta su Rai 2. L'anno successivo gli fu affidata la conduzione di Prima - La cronaca prima di tutto, rotocalco quotidiano del TG1, prima in coppia con Barbara Modesti e poi in solitaria.
Nel 1999 entrò nella redazione del TG1 in qualità di inviato speciale, e in seguito ne divenne conduttore dell'edizione delle 13:30 e successivamente di quella delle 20. Con l'avvento della direzione di Gianni Riotta, nel 2006 Sassoli diventò vicedirettore del telegiornale, nonché dei settimanali di approfondimento Speciale TG1 e TV7. Nel 2004 venne eletto Presidente dell'Associazione Stampa Romana.

## Carriera politica

### Elezioni europee del 2009: Primo mandato

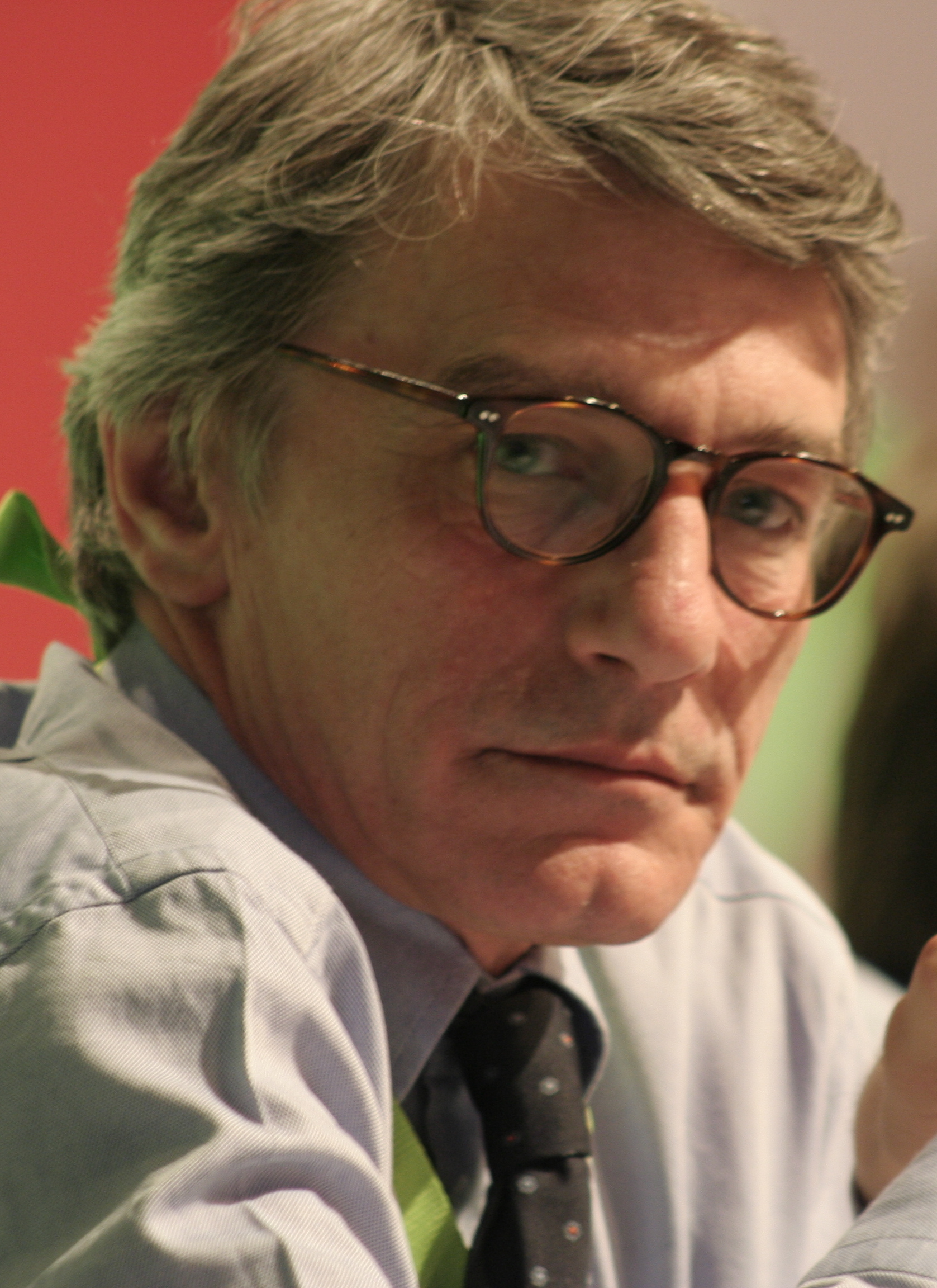
David Sassoli nel 2010.

L'ingresso in politica di Sassoli coincise con le elezioni del Parlamento europeo del 6 e 7 giugno 2009, quando il Partito Democratico lo candidò su proposta del segretario Dario Franceschini come capolista nella circoscrizione dell'Italia centrale.
Con 405.967 preferenze fu il primo eletto nella circoscrizione Italia centrale, risultando tra i più votati in Italia. Anche grazie al risultato delle elezioni, diventò capogruppo del Partito Democratico all'Europarlamento. In un'intervista dichiarò di voler "dedicare il resto della sua vita alla politica". Durante la 7ª legislatura divenne membro della Commissione Trasporti e Turismo e Relatore della proposta sul Cielo unico europeo; fu inoltre membro della delegazione interparlamentare UE-Israele.

### Primarie per il sindaco di Roma
Il 7 aprile 2013 si candidò alle primarie del Partito Democratico, indette per stabilire il candidato sindaco di Roma alle elezioni amministrative di quell'anno. Sassoli ottenne il secondo posto con il 28% dei voti, davanti a Paolo Gentiloni ma alle spalle del vincitore Ignazio Marino, poi eletto sindaco.

### Elezioni europee del 2014: Secondo mandato
Nel 2014 si ricandidò alle elezioni europee sempre con il PD, nella circoscrizione dell'Italia centrale. Il 1º luglio 2014 venne eletto Vicepresidente del Parlamento europeo con 393 voti, risultando il secondo più votato in quota PD-PSE, con delega alla Politica del Mediterraneo, al Bilancio e al Patrimonio. Nel gennaio 2017 venne riconfermato Vicepresidente con 377 voti.
In questa legislatura fu l'autore di una legge di riforma ferroviaria dell'Unione, IV Pacchetto ferroviario, conclusa dopo tre anni di negoziati. Lo scopo principale della riforma era l'apertura del mercato dell'alta velocità, permettendo a tutte le compagnie ferroviarie di partecipare alle gare sulle tratte dell'alta velocità in qualsiasi stato membro. Nel 2017 in Commissione Trasporti operò per bloccare la prima proposta sul Pacchetto Mobilità, con l'intenzione di garantire maggiore sicurezza agli autotrasportatori e rispetto delle norme sulla concorrenza del trasporto su gomma.
Nel corso della legislatura rivolse la propria attenzione alla politica euro-mediterranea e alle tematiche relative alle materie di bilancio. Come Vicepresidente responsabile per la politica euro-mediterranea rappresentò il Parlamento europeo in più occasioni ufficiali, sviluppando e intensificando un dialogo con le istituzioni dei Paesi del Mediterraneo e del Medio Oriente. Al termine di un negoziato per l'assegnazione del Segretariato EURO-MED, fu il promotore della sua assegnazione alla città di Roma. Fece parte, nel maggio 2018, della missione elettorale dell'Unione europea in Libano.
Per quanto riguarda le materie di bilancio, si impegnò per un Parlamento più efficiente e aperto ai cittadini, promuovendo la trasparenza e la tracciabilità delle spese, un più efficace rendiconto delle attività dei deputati e la messa a gara dei servizi del Parlamento.
Fu membro della Delegazione UE-Serbia e dal 2016 Presidente del Gruppo di Amicizia Europa-Albania.

### Terzo mandato europeo e presidenza del Parlamento europeo

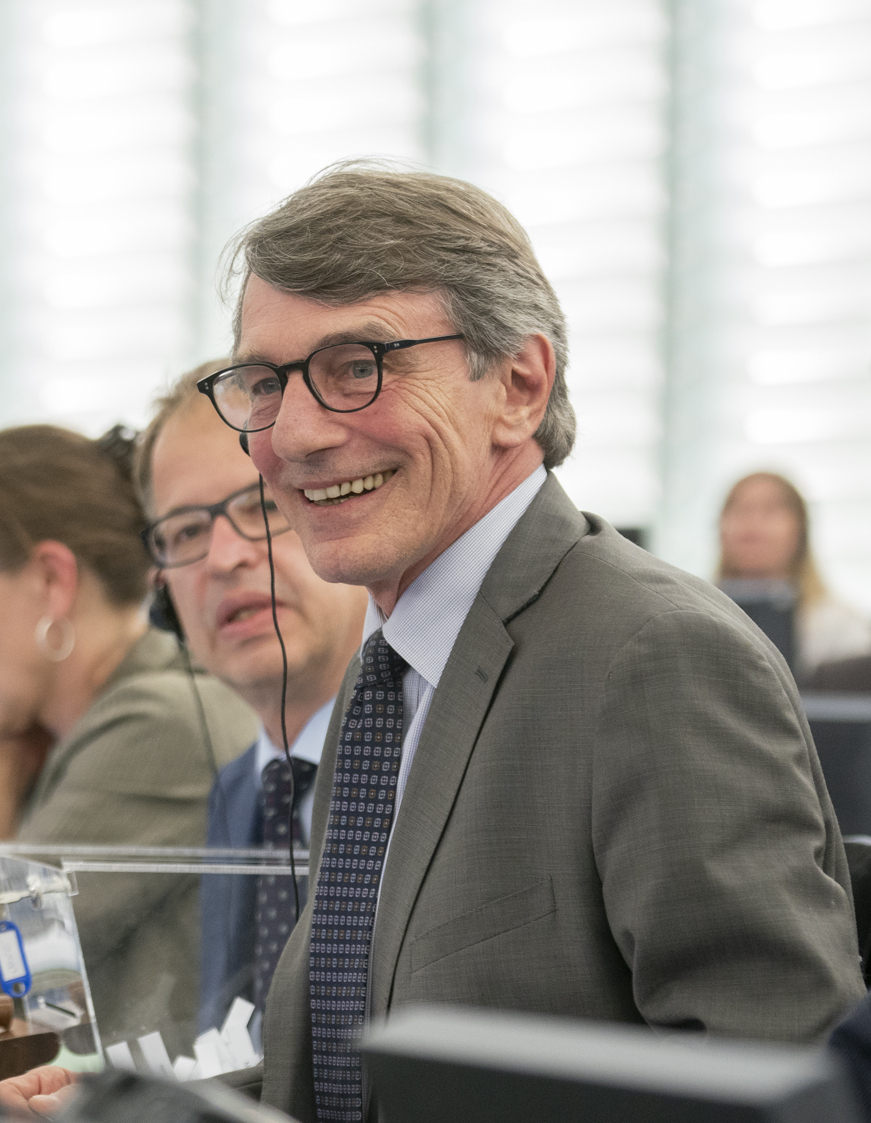
David Sassoli presiede la seduta parlamentare che ha eletto Ursula von der Leyen Presidente della Commissione europea

Si ricandidò alle elezioni europee del 26 maggio 2019 ancora con il PD, nella circoscrizione dell'Italia centrale, venendo nuovamente eletto con 128.533 voti. Il 3 luglio 2019 venne eletto Presidente del Parlamento europeo, il settimo italiano a ricoprire la carica, con 345 voti al secondo scrutinio e con il sostegno dei gruppi europeisti. Durante il suo discorso di insediamento sottolineò l'importanza di recuperare e rilanciare lo spirito costituente dell'Unione e richiamò il Consiglio dell'Unione europea alla necessità di discutere con il Parlamento la riforma del Regolamento di Dublino.
Come primo atto della sua presidenza decise di rendere omaggio a tutte le vittime del terrorismo in Europa, visitando la stazione della metropolitana di Maalbeek, uno dei siti degli attentati di Bruxelles del 2016.
In occasione della pandemia di COVID-19 in Europa, dichiarò di auspicare un bilancio comunitario che investa sulla ricerca scientifica, evitando «tagli sulla vita degli europei».
Si era dichiarato favorevole alla creazione di una centrale acquisti amministrata a livello europeo, alla quale gli Stati membri potevano aderire su base volontaria, in primis per negoziare condizioni più favorevoli per l'approvvigionamento condiviso di beni strumentali e di materiali sanitari di consumo. Contestualmente, ribadì che la sanità, sebbene non fosse una delle competenze affidate all'Unione dai fondatori, poteva acquisire maggiore importanza qualora gli Stati membri lo avessero richiesto in seguito, esprimendosi a favore di tale posizione politica.
Nel giugno 2020 firmò l'appello internazionale per l'economia viola («Per un rinascimento culturale dell'economia») pubblicato sul Corriere della Sera, El País e Le Monde.
Il 9 luglio 2021 ricevette la XIX edizione del Premio Internazionale Bonifacio VIII "per una cultura della Pace", indetto dall'Accademia Bonifaciana di Anagni (Fr), su proposta del Rettore Presidente Gr. Uff. Dott. Sante De Angelis e del Presidente del Comitato Scientifico S.E. Mons. Enrico dal Covolo.

## Malattia e morte

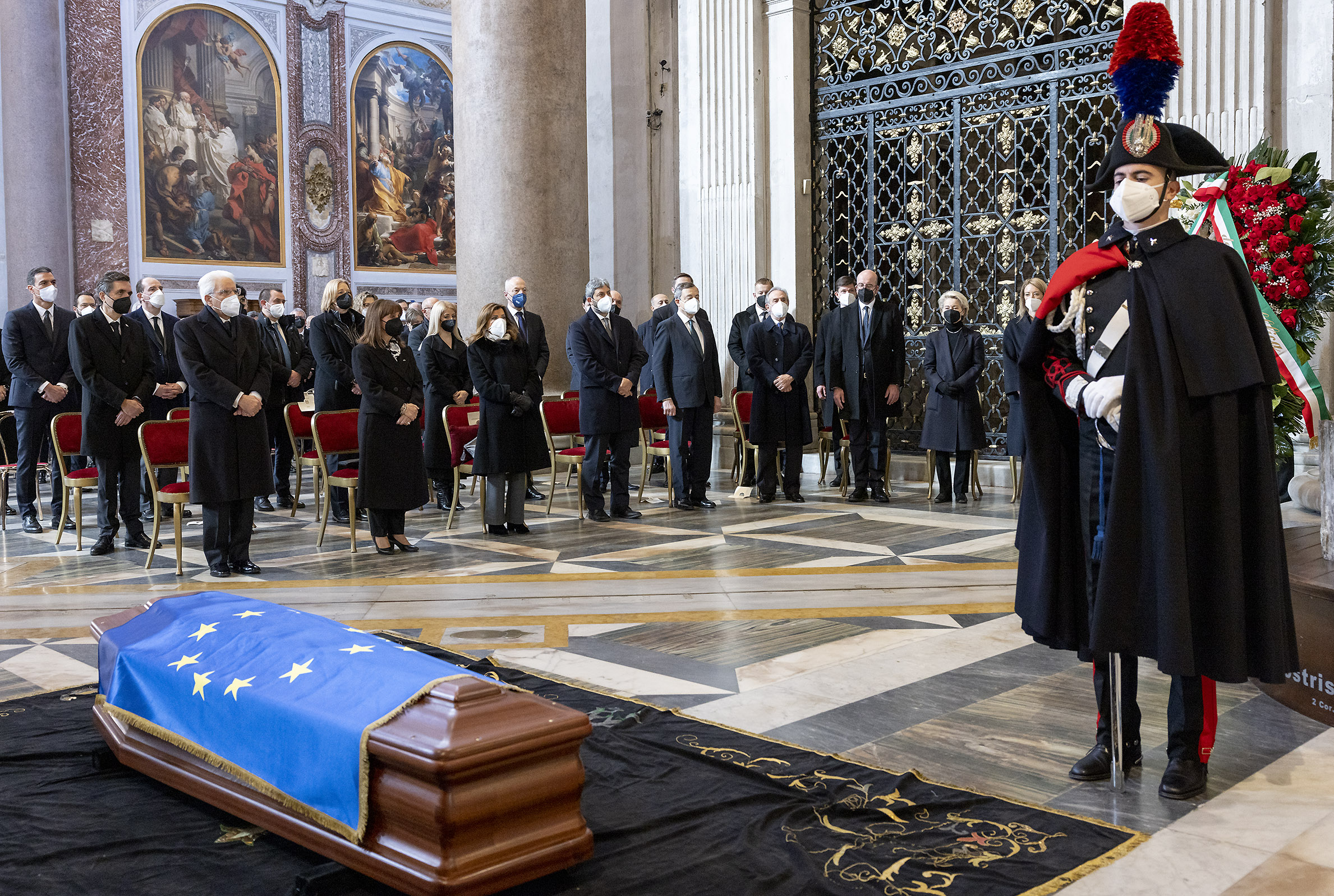
Il feretro avvolto nella bandiera europea durante i funerali di Stato, a cui hanno preso parte le alte cariche della Repubblica Italiana e i Presidenti della Commissione europea Ursula von der Leyen e del Consiglio europeo Charles Michel

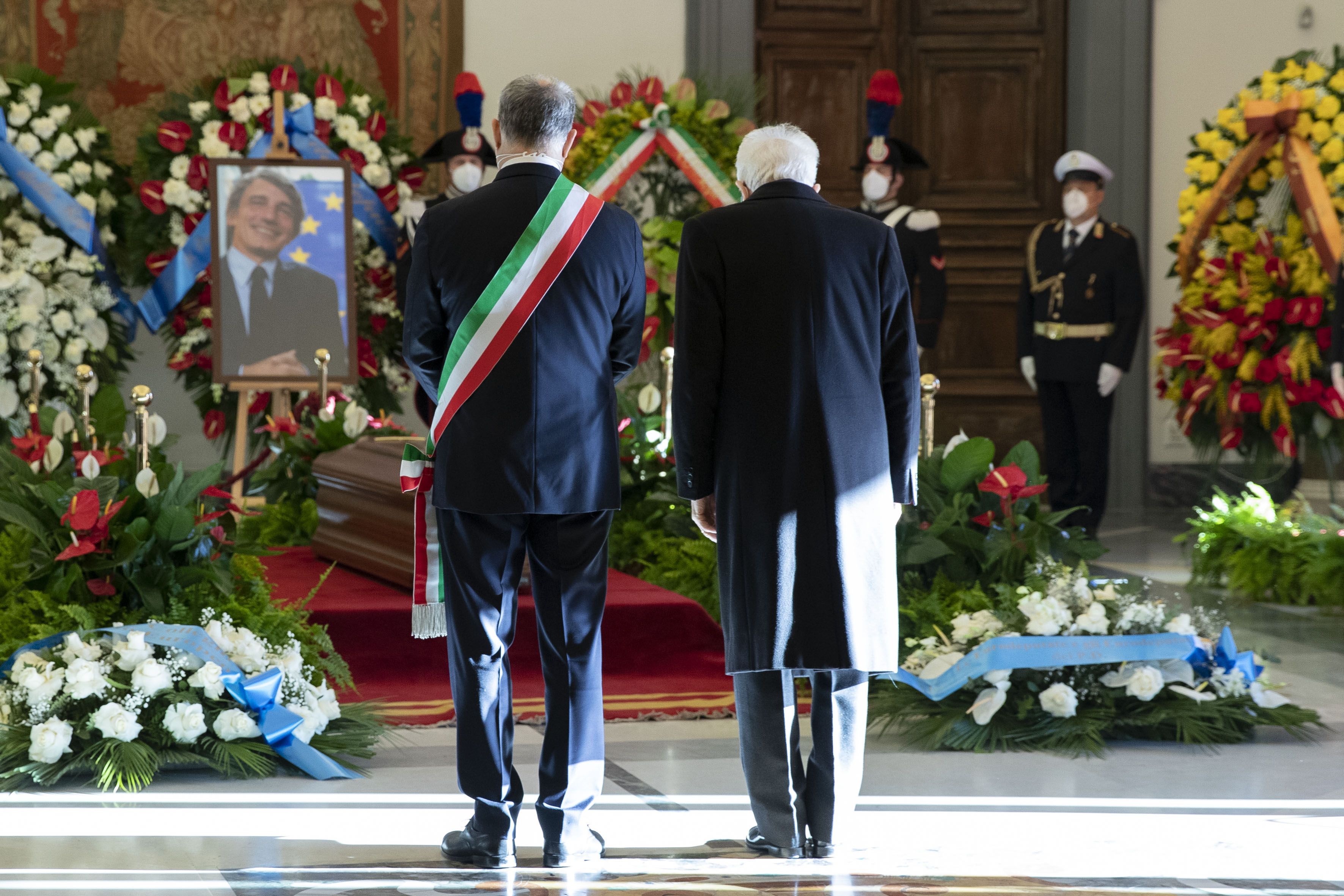
Il sindaco di Roma Roberto Gualtieri e il Presidente della Repubblica Sergio Mattarella rendono omaggio alla salma di David Sassoli

Sofferente da anni di una grave forma di mieloma, un tumore maligno delle plasmacellule (le cellule del sistema immunitario che hanno la funzione di produrre gli anticorpi necessari a combattere le infezioni), nel 2011 aveva subito per questo motivo un trapianto di cellule staminali ematopoietiche. Nel settembre 2021 fu costretto a un nuovo ricovero a Strasburgo per una grave forma di polmonite da legionella.
Nuovamente ricoverato in oncologia dal 26 dicembre 2021 per una grave complicanza immunitaria dovuta alla riacutizzazione del mieloma, è deceduto all'1:15 dell'11 gennaio 2022 presso il Centro di Riferimento Oncologico di Aviano (PN) all'età di 65 anni a causa di una polmonite.
Per lui sono stati disposti i funerali di Stato, celebrati il 14 gennaio a Roma presso la Basilica di Santa Maria degli Angeli e dei Martiri ed officiati dal cardinale Matteo Maria Zuppi, arcivescovo di Bologna nonché amico fin dai tempi dell'adolescenza. Per sua volontà, è stato sepolto nel cimitero di Sutri, città dove trascorreva il suo tempo libero con la famiglia.

## Premi e riconoscimenti
- Premio Ischia Internazionale di Giornalismo, come miglior cronista televisivo dell'anno (1997)
- Socio onorario dell'Associazione Cultura della Pace di Sansepolcro dal 2003
- Socio onorario ANAI (Associazione Nazionale Autieri d'Italia) dall'aprile 2018
- Presidente Onorario dell'Accademia Cittadella Nicolaiana (Bari, settembre 2019)
- Chiavi della città di Firenze[29] (ottobre 2019)
- Chiave d'Europa di Ventotene[30][31] (marzo 2020)
- Premio Internazionale Bonifacio VIII - Accademia Bonifaciana (Anagni, luglio 2021)

### Riconoscimenti postumi
Il 18 gennaio 2022 è stata deliberata l'intitolazione della costituenda "Scuola di alti pensieri", annessa al progetto di recupero dell'ex carcere di Santo Stefano a Ventotene.
Il 19 gennaio 2022 è stata intitolata a suo nome la Sala dei Trattati Europei del Palazzo della Farnesina, ove sono custoditi gli originali dei Trattati di Roma.
Il 27 maggio 2022 a Firenze gli è stata intitolata una via nei pressi dell'Istituto universitario europeo, mentre il 17 novembre dello stesso anno gli è stata dedicata una residenza universitaria dell'Università di Firenze.
L'11 gennaio 2024 a Galciana di Prato, l'associazione Galciana Sviluppo A.P.S. ha istituito il Premio Giornalistico Nazionale in ricordo di David Sassoli per onorare la memoria del giornalista e Presidente del Parlamento Europeo.

## Programmi televisivi
- La cronaca in diretta (Rai 2, 1996-1997)
- Prima - La cronaca prima di tutto (Rai 1, 1997-1999)
- TG1 (Rai 1, 1999-2009)

## Opere
- David Maria Sassoli e Francesco Saverio Garofani, Il potere fragile. I consigli dei ministri durante il sequestro Moro, Roma, Fandango libri, 2013, ISBN 978-8860443137.